# Julianiaceae
Julianiaceae é uma família de plantas dicotiledóneas. Segundo Watson e Dallwitz (como Julianaceae) ela é composta por cinco espécies em dois géneros:
- Amphipterygium, Orthopterygium.

No sistema APG (1998) e no sistema APG II (2003), esta família não existe: as plantas em causa são atribuídas à família Anacardiaceae.